# Mumbulsari (plaats)
Mumbulsari is een bestuurslaag in het regentschap Jember van de provincie Oost-Java, Indonesië. Mumbulsari telt 12.002 inwoners (volkstelling 2010).